# 胡易
胡易（1453年—？），字光貞，江西贛州府寧都縣人，民籍，明朝政治人物。

## 生平
江西鄉試第九十四名舉人。弘治三年（1490年）中式庚戌科會試第二十八名，二甲第二十八名進士，授吏科給事中。因彈劾監庫中官賀彬貪黷八罪，下詔獄，之後因大臣所救，恢復原職。

## 家族
曾祖胡源廣；祖父胡伯厚；父胡大忠，母李氏；繼母葉氏。具慶下。